# El Tigre (vulkaan)
El Tigre is een stratovulkaan in het departement Usulután in El Salvador. De berg ligt ongeveer 14 kilometer ten noorden van de stad Usulután en is ongeveer 1640 meter hoog.